# Course à la direction du Parti québécois de 2020
La course à la direction du Parti québécois de 2020 est déclenchée afin de désigner le chef devant succéder à Jean-François Lisée, ce dernier ayant renoncé à ses fonctions à la suite de la sévère défaite du parti lors des élections générales de 2018. Le député de Matane-Matapédia Pascal Bérubé assume entretemps les fonctions de chef du parti par intérim. Le soir du 9 octobre, l'avocat Paul St-Pierre Plamondon remporte la victoire, en récoltant 56,02 % des voix au troisième tour de scrutin.  
L'identité du dixième chef du Parti québécois devait initialement être connu le 19 juin 2020 ; la pandémie de Covid-19 a forcé le parti à reporter plutôt cette date au 9 octobre 2020, la course reprenant le 5 juin après une pause de deux mois.

## Modalités
La période de mise en candidature débutera le 2 mars pour se terminer le 9 avril. Pour obtenir un bulletin de candidature, chaque aspirant candidat devra remettre au parti un montant non remboursable de 10 000 $. Chaque candidat devra, pour officialiser sa candidature, remettre son bulletin signé par au moins 2 000 membres provenant d'au moins 9 régions administratives et d'au moins 50 associations locales, au moins 10 signatures devant provenir de chacune de ces 50 associations et 9 régions. Le candidat devra aussi payer au parti, au moment de la remise de son bulletin de candidature, un montant non remboursable de 15 000 $.
Pour la première fois de son histoire, le Parti québécois permettra à la fois aux membres et aux sympathisants du parti de participer à l'élection du chef. Les sympathisants devront débourser 5 $ pour obtenir le droit de vote. Toute personne jouissant de la qualité d'électeur au Québec peut contribuer à la campagne d'un candidat à la direction en lui versant un montant qui ne peut excéder 500 $. Les dépenses maximales de campagne des candidats ne pourront excéder 125 000 $. Deux débats seront organisés par le Parti québécois entre le 15 avril et le 20 mai : l'un à Montréal et l'autre au Centre-du-Québec.
La période de votation débutera le 15 juin à 9h pour se terminer le 19 juin à 15h. Le vote se déroulera au scrutin préférentiel. Ainsi, un candidat qui recueille 50 % + une voix l'emportera. Au besoin, un deuxième, voire un troisième tours auront lieu pour, après répartition des deuxième et troisième choix, désigner un gagnant. Les résultats seront dévoilés par la présidence d'élection le soir du 19 juin, dans un lieu à déterminer qui devra se trouver dans la région de la Capitale-Nationale ou en Chaudière-Appalaches.

## Échéancier

### Report de la course à la direction
En vertu du règlement d'élection adopté par la Conférence de coordination du Parti québécois le 1er février 2020, la course à la direction devait débuter le 2 mars (ouverture de la période de mises en candidature) et se terminer à la mi-juin, par la période de votation des membres et sympathisants. Le dévoilement des résultats se serait alors déroulé le 19 juin 2020. L'ex-députée Agnès Maltais fut choisie comme présidente d'élection.
Le 15 mars, face à la propagation de la Covid-19, Frédéric Bastien décide de suspendre sa campagne. Il demande également aux autorités du parti de suspendre la course à la direction. «Si nous allons de l’avant en ce moment, nous aurions l’air de l’orchestre qui jouait de la musique sur le pont du Titanic juste avant le naufrage. Ce sera un exercice de futilité totale». Le lendemain, la présidente d’élection, l'ancienne députée Agnès Maltais, annonce que le Parti québécois tiendra une conférence de coordination vendredi 20 mars pour réévaluer les modalités et le calendrier de la course à la chefferie.
Le 17 mars, la direction d'élection annonce que les signatures d'appui à un candidat pourront être transmis par courriel. Le soir du 20 mars, le Parti québécois décide de reporter l'élection de son nouveau chef au 28 août 2020. Trois jours plus tard, alors que le premier ministre François Legault annonce la mise en confinement du Québec pour au moins trois semaines, Frédéric Bastien demande de nouveau sur sa page Facebook la suspension de la course à la direction « jusqu'à nouvel ordre ». Le même jour, Sylvain Gaudreault demande aussi publiquement la suspension de la course à la chefferie.
Le 28 mars, la conférence de coordination du Parti québécois décide de suspendre la course à la direction, la récolte de signatures d'appui aux candidatures étant aussitôt interrompue et la réception de dons devant cesser à partir du 30 mars. La conférence de coordination devra réévaluer dans les 30 jours la possibilité de relancer la course ; si tel est le cas, les candidats disposeront de 21 jours pour récolter les 2 000 signatures d'appui nécessaires pour que leur candidature soit retenue.

### Nouvel échéancier
- 28 mars : suspension temporaire de la course à la direction
- 5 juin : reprise de la course à la direction
- 26 juin : fin de la période de mises en candidatures
- Entre le 15 août et le 2 octobre : tenue des trois débats
- 9 septembre : date limite pour devenir membre ou sympathisant et participer au vote
- 18 septembre : date limite pour renouveler sa carte de membre
- 5 au 9 octobre : période de votation pour les membres et sympathisants
- 9 octobre : dévoilement des résultats

### Infraction au règlement de la course à la direction
Le 3 juillet, Guy Nantel est suspendu pour deux jours pour avoir contrevenu à une règle de la course à la direction. Celle-ci interdit de communiquer directement avec les membres par courriel sans passer préalablement par la direction du parti.

## Débats
Lors de leur congrès du 7 mars 2020, soit quelques jours avant que la course soit temporairement suspendue,  le Comité national des jeunes du Parti québécois a invité tous les candidats déclarés à prendre la parole devant les médias et les militants. C'était la première occasion où les candidats ont pu échanger sous le même toit. Paul St-Pierre Plamondon, Sylvain Gaudreault, Guy Nantel, Frédéric Bastien et Laurent Vézina étaient présents.
Durant l'été ainsi que l'automne, différents groupes politiques, sociaux ou étudiants ainsi que des associations locales du Parti québécois ont organisé des activités où un ou plusieurs candidats étaient présents pour échanger avec les membres et débattre de leurs idées.
La permanence du Parti québécois a organisé le 26 août, le 8 et le 22 septembre trois débats portant sur différents thèmes de la politique québécoise. Les débats étaient tournés sans public dans un studio de Granby et diffusés en ligne.

### Premier débat
Le 26 août s'est tenu le premier débat de la course à la direction. Ce débat portait sur le thème "Liberté et Parti québécois". Les questions adressées aux candidats visaient principalement à connaître leur vision d'un Québec indépendant. Le débat s'est avéré acrimonieux entre Nantel et Gaudreault. Guy Nantel a accusé le député de Jonquière d'être inconnu du grand public, ce dernier répliquant que Guy Nantel quant à lui ne s'impliquait pas dans les instances du parti.
Le 28 août, lors d'une entrevue accordée à Radio-Canada, Paul St-Pierre Plamondon a critiqué le choix des questions formulées par le parti pour le premier débat. « La place hypothétique du Québec dans l’OTAN ou le NORAD, ce sont des questions qui n’intéressent pas la population en général – et il y a des questions fondamentales qui se doivent d’être débattues, à savoir comment on va rebâtir le Parti québécois » a-t-il indiqué. Les équipes de Frédéric Bastien et Sylvain Gaudreault ont aussi formulé des réserves par rapport à l'organisation de ce débat.

### Deuxième débat
Lors du deuxième débat, qui s'est tenu le 8 septembre, Guy Nantel et Paul St-Pierre Plamondon étaient tous les deux d'accord pour recourir de façon systématique à la clause dérogatoire de la Charte canadienne des droits et libertés, afin de protéger les lois québécoises. Plamondon a toutefois reproché à Nantel de vouloir poursuivre sa carrière d'humoriste même s'il devient chef du parti. De son côté, Gaudreault - le seul des quatre candidats à être présentement député - a rejeté l'idée proposée par Saint-Pierre Plamondon qu'il vaudrait mieux que le Parti québécois soit dirigé d'abord par un « chef extraparlementaire », estimant que le dirigeant d'une formation politique devait « être à la fois à l'Assemblée nationale et sur le terrain ».

### Troisième débat
Le troisième et dernier débat portant sur les thèmes du nationalisme et de l'environnement a eu lieu le 22 septembre.
Selon le résumé du Journal Métro, Frédéric Bastien a mis de l’avant son objectif de «mettre les fédéraux sur la défensive», notamment en renégociant la Constitution du Canada. Sylvain Gaudreault a, de son côté, insisté sur la nécessité d’avoir un chef au Parlement dès 2020. À plus long terme, et pour 2022, l’élu péquiste vise à faire du Québec «le premier pays vert à faire son entrée à l’ONU». Paul St-Pierre Plamondon a quant à lui rappelé que la campagne de 2022 se fera sur l'indépendance. Guy Nantel affirme être la réelle image du changement au parti, qui a perdu des milliers d’appuis en 2018. Le candidat Nantel a aussi attaqué le bilan du gouvernement Marois en matière d'environnement ce qui n'est pas passé inaperçu chez ses adversaires.

## Candidats

### Candidatures officielles
Liste officielle : 
- Sylvain Gaudreault (candidature officialisée le 15 juin 2020[19]), député de Jonquière depuis 2007, puis chef par intérim du parti à la suite du départ de Pierre Karl Péladeau en 2016 est le premier candidat à confirmer ses intentions de briguer la direction du Parti québécois. Il en a fait l'annonce dans sa circonscription le 25 novembre 2019[20].

- Paul St-Pierre Plamondon (candidature officialisée le 18 juin 2020[21]), avocat et homme d'affaires, puis candidat dans la circonscription de Prévost, dans les Laurentides en 2018 annonce son intention de se présenter à la direction du PQ le 29 janvier 2020[22], à l'occasion de son premier événement de campagne. Il s'agit de la deuxième tentative de PSPP de devenir chef du Parti québécois, ayant été candidat lors de la course à la direction de 2016, ce qui lui avait permis d'être connu auprès des militants et de la population.
- Guy Nantel (candidature officialisée le 23 juin 2020[23]), humoriste québécois engagé[24].
- Frédéric Bastien (candidature officialisée le 26 juin 2020[25]), historien et professeur au collège Dawson annonce son intention de se porter candidat à la direction du PQ le 25 janvier 2020 sur sa page Facebook. Son lancement de campagne se déroule le 9 février à Montréal[26].

### Candidatures ne s'étant pas qualifiées
- Laurent Vézina, homme d'affaires[27].
- Gloriane Blais, candidate péquiste dans Mégantic lors des élections de 2007, 2008, 2012 et 2018[28].

### Candidats potentiels ayant refusé
- Véronique Hivon, 6 août 2019[29]
- Pascal Bérubé, 22 janvier 2019[30]
- Stéphane Handfield, 7 février 2020[31]. Donne son appui à Sylvain Gaudreault[32].
- Yves-François Blanchet[33]

## Résultats
À l'issue de trois tours, c'est Paul St-Pierre Plamondon qui est élu chef du Parti québécois avec 56,02 % des voix.
|       | Candidat | Candidat                 | Premier tour | Premier tour | Deuxième tour | Deuxième tour | Troisième tour | Troisième tour |
| Votes | Candidat | Candidat                 | Pourcentage  | Votes        | Pourcentage   | Votes         | Pourcentage    |                |
| ----- | -------- | ------------------------ | ------------ | ------------ | ------------- | ------------- | -------------- | -------------- |
|       |          | Paul St-Pierre Plamondon | 9 042        | 35,44        | 10 554        | 41,59         | 13 530         | 56,02          |
|       |          | Sylvain Gaudreault       | 8 415        | 32,98        | 8 906         | 35,09         | 10 621         | 43,98          |
|       |          | Guy Nantel               | 5 499        | 21,55        | 5 917         | 23,32         | Éliminé        | Éliminé        |
|       |          | Frédéric Bastien         | 2 559        | 10,03        | Éliminé       | Éliminé       | Éliminé        | Éliminé        |
|       | Totaux   | Totaux                   | 25 515       | 100%         | 25 377        | 100%          | 24 151         | 100%           |

## Propositions des candidats

### Souveraineté du Québec
Guy Nantel propose de tenir un référendum sur l'indépendance au cours de la première moitié d'un premier mandat. Paul St-Pierre Plamondon s'est aussi engagé à tenir un référendum au cours d'un premier mandat péquiste.
De son côté, Frédéric Bastien exclut tout référendum au cours d'un premier mandat, estimant qu'une telle promesse présentée en campagne électorale ferait subir au Parti québécois une défaite semblable à celle des élections générales de 2007. Il propose plutôt d'entamer des négociations constitutionnelles - s'appuyant sur l'obligation de négocier reconnue par la Cour suprême du Canada en 1998 - avec le gouvernement fédéral et les gouvernements provinciaux, notamment pour défendre la Loi sur la laïcité de l'État présentement contestée devant les tribunaux. Frédéric Bastien estime que c'est à travers une approche volontariste, fondée sur la contestation de la légitimité de la Loi constitutionnelle de 1982, que le projet souverainiste deviendra à nouveau désirable et réalisable, permettant ainsi aux péquistes de tenir un référendum au cours d'un second mandat.
Sylvain Gaudreault pense au début de l'année 2020 qu'il serait prématuré de tenir un référendum dans un premier mandat. Il change par la suite d'opinion et propose d'entamer des négociations constitutionnelles avec le Canada au cours d'un premier mandat en vue de tenir un référendum au cours d'un premier mandat majoritaire.

### Éducation
Guy Nantel souhaite instaurer la gratuité scolaire du préscolaire à l'universitaire dans un Québec indépendant.
Paul St-Pierre Plamondon a proposé de réduire le financement public des cégeps et universités de langue anglaise pour qu'il soit proportionnel au poids démographique de la communauté anglo-québécoise. Il veut aussi instaurer un examen de français obligatoire dans les cégeps anglophones. De son côté, Laurent Vézina a proposé plutôt d'étendre la Loi 101 au réseau collégial.

### Immigration
Souhaitant freiner le déclin du français, Paul St-Pierre Plamondon veut que le Québec accueille entre 35 000 et 40 000 immigrants par année. De son côté, Frédéric Bastien propose d'en accueillir que 25 000 à 30 000 par année, ce qui correspond à l'accueil annuel sous le gouvernement Bouchard.
Sylvain Gaudreault propose plutôt de créer un observatoire chargé de fournir des scénarios au gouvernement concernant le nombre d'immigrants idéal que le Québec devrait accueillir chaque année, selon sa capacité d'intégration. Guy Nantel refuse aussi d'indiquer lui-même ce que serait un seuil idéal.

## Financement recueilli par les candidats
En date du 7 mars 2020, selon les données fournies par le Directeur général des élections du Québec, Sylvain Gaudreault aurait recueilli des dons totalisant 31 965 $. Il est suivi de Paul St-Pierre Plamondon, avec 28 879 $, puis de Frédéric Bastien, avec 17 121 $. Guy Nantel ferme la marche avec 9 360 $.
Selon le site Too Close To Call, en date du 1er septembre 2020, Paul St-Pierre Plamondon était le candidat ayant reçu le plus grand nombre de contributions de la part de donateurs uniques, avec 908 dons (32 %). Il est suivi de Guy Nantel avec 755 dons (26 %), de Sylvain Gaudreault avec 608 dons (21 %), puis de Frédéric Bastien avec 551 dons (19 %). 
À la fin de la course, le portrait du financement était le suivant:  
| Nom                      | Donateurs   | Financement      |
| ------------------------ | ----------- | ---------------- |
| Paul St-Pierre Plamondon | 1223 (32%)  | 115 086 $ (34%)  |
| Sylvain Gaudreault       | 777 (20%)   | 71 174 $ (26%)   |
| Guy Nantel               | 1141 (30%)  | 90 053 $ (21%)   |
| Frédéric Bastien         | 644 (17%)   | 54 963 $ (16%)   |
| Autres                   | 51 (1%)     | 11 201 $ (3%)    |
| Total                    | 3836 (100%) | 342 477 $ (100%) |

## Appuis

### Frédéric Bastien
- Éric Bédard, historien
- Gilles Proulx, journaliste et ancien animateur de télévision
- Louise Mailloux, philosophe et essayiste[47]
- Nadia El-Mabrouk, auteur, militante pour la laïcité[47]
- Jacques Houle, auteur[48]
- Djemila Benhabib, journaliste, écrivain, militante pour la laïcité[47]
- André Lamoureux, universitaire, professeur de sciences politiques à l'UQAM[47]
- Sylvie Payette, scénariste de télévision, animatrice de radio et romancière québécoise
- Alexandre Cormier-Denis, militant politique et président d'Horizon Québec Actuel

### Sylvain Gaudreault
- Mégane Perry-Melançon, députée péquiste de Gaspé[49]
- Joël Arseneau, député péquiste des Îles-de-la-Madeleine[49]
- Lorraine Richard, députée péquiste de Duplessis[50]
- Mario Simard, député bloquiste de Jonquière[49]
- Lucie Papineau, députée de Prévost de 1997 à 2007 et ministre déléguée à l'Industrie et au Commerce de 2002 à 2003[51]
- Daniel Breton, député de Sainte-Marie–Saint-Jacques de 2012 à 2014, et ministre du Développement durable, de l'Environnement, de la Faune et des parcs en 2012[51]
- Denis Trottier, député de Roberval de 2007 à 2014[51]
- Gilles Chapadeau, député de Rouyn-Noranda–Témiscamingue de 2012 à 2014[51]
- Louise Harel, députée péquiste d'Hochelaga–Maisonneuve[52] de 1989 à 2008
- François Gendron, député de Abitibi-Ouest de 1976 à 2018 ayant occupé plusieurs ministères dans les gouvernements du Parti québécois[53]
- Yves Duhaime, ministre des Finances du Québec de 1984 à 1985
- Noëlla Champagne, députée de la circonscription de Champlain de 2003 à 2007 et de 2008 à 2014[54]
- Gérard Bouchard, sociologue et ancien coprésident de la Commission Bouchard-Taylor[55]
- Gilles Duceppe, ancien chef du Bloc québécois[56]

### Paul St-Pierre Plamondon
- Lucien Bouchard, premier ministre du Québec de 1996 à 2001 et fondateur du Bloc québécois[57],[58]
- Marc Bourcier, député péquiste de Saint-Jérôme de 2016 à 2018[59]
- Laurent Vézina, n’ayant pas réussi à se qualifier dans la course[60]
- Louise Beaudoin, ministre des Relations internationales en 1985 et de 1998 à 2003[58]
- Frédérique St-Jean, Marc-André Bouvette et Ariane Cayer, ex-présidents du Comité national des jeunes du Parti québécois[61]
- Réal Ménard, député fédéral bloquiste de 1997 à 2009 et maire de l'arrondissement Mercier–Hochelaga-Maisonneuve de Montréal de 2009 à 2017

## Sondages
| Maison de sondage                                                                      | Date du sondage   | Répondants       | Lien | Sylvain Gaudreault | Paul St-Pierre Plamondon | Frédéric Bastien | Guy Nantel | Autre candidat | Ne sait pas / Refus | Marge d'erreur | Échantillon |
| -------------------------------------------------------------------------------------- | ----------------- | ---------------- | ---- | ------------------ | ------------------------ | ---------------- | ---------- | -------------- | ------------------- | -------------- | ----------- |
| Maison de sondage                                                                      | Date du sondage   | Répondants       | Lien |                    |                          |                  |            |                |                     | Marge d'erreur | Échantillon |
| Segma                                                                                  | 21 septembre 2020 | Membres PQ       | Lien | 31                 | 26                       | 7                | 22         | -              | 14                  | ± 3,06         | 1 002       |
| Léger                                                                                  | 3 septembre 2020  | Électeurs PQ     | Lien | 20                 | 12                       | 3                | 34         | -              | 31                  | ± 3,1          | Inconnu     |
| Segma                                                                                  | 17 août 2020      | Membres du PQ    | Lien | 30                 | 20                       | 10               | 15         | -              | 24                  | ± 2,95         | 1 067       |
| Léger                                                                                  | 17 février 2020   | Grand public     | Lien | 16                 | 5                        | 4                | 38         | -              | 36                  | ± 3,1          | 1 017       |
| Léger                                                                                  | 25 novembre 2019  | Sympathisants PQ | Lien | 5                  | 4                        | 0                | -          | 65             | 26                  | ± 3,1          | 1 000       |
| 1er octobre 2018 - Élections générales québécoises et démission de Jean-François Lisée |                   |                  |      |                    |                          |                  |            |                |                     |                |             |